# Loch Tilt
Loch Tilt är en sjö i Storbritannien.   Den ligger i kommunen Angus och riksdelen Skottland, i den norra delen av landet, 600 km norr om huvudstaden London. Loch Tilt ligger 514 meter över havet.  I omgivningarna runt Loch Tilt växer i huvudsak blandskog.